# Lynch Davidson

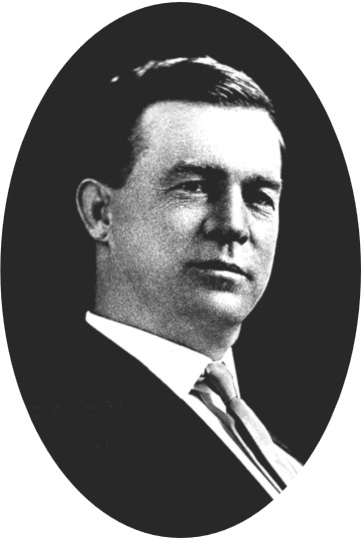
Lynch Davidson

Lynch Davidson (* 3. Januar 1873 in Cotile, Rapides Parish, Louisiana; † 27. Januar 1952 in Houston, Texas) war ein US-amerikanischer Politiker. Zwischen 1921 und 1923 war er Vizegouverneur des Bundesstaates Texas.

## Werdegang
Noch als Kind kam Lynch Davidson mit seinen Eltern nach Groesbeck in Texas, wo er im Jahr 1887 die High School absolvierte. Danach arbeitete er in der Holzindustrie. Er machte sich mit allen Details der Holzbranche vertraut und war fünf Jahre lang als Holzverkäufer in Mexiko. Dann gründete er in Texas sein eigenes ebenfalls in der Holzbranche tätiges Unternehmen, aus dem 1921 die Firma Lynch Davidson and Company hervorging, deren Präsident er wurde. Dabei wurde er ein sehr erfolgreicher Geschäftsmann.
Politisch schloss sich Davidson der Demokratischen Partei an. In den Jahren 1918 und 1919 saß er als Abgeordneter im Repräsentantenhaus von Texas, ehe er in den Staatssenat wechselte. Dort war er der erste Senator, der ein Flugzeug für eine Dienstreise benutzte. 1920 wurde er an der Seite von Pat Morris Neff zum Vizegouverneur von Texas gewählt. Dieses Amt bekleidete er zwischen 1921 und 1923. Dabei war er Stellvertreter des Gouverneurs und Vorsitzender des Staatssenats. Gleichzeitig wurde er Leiter der staatlichen Eisenbahn (Texas State Railroad), die Teil des Gefängnissystems von Texas war und von Sträflingen erbaut wurde. Er führte die Eisenbahn in die Gewinnzone. Auch nach seiner Zeit als Vizegouverneur blieb er bis 1943 Vorstandsvorsitzender dieser Eisenbahn.
Ansonsten widmete er sich nach seiner Zeit als Vizegouverneur in Houston seinen geschäftlichen Unternehmungen. Er war weiterhin in der Holzbranche tätig, stieg aber auch in das Bankgewerbe ein und wurde einer der Direktoren der Second National Bank und der First Texas Joint Stock Land Bank. Er war auch Mitglied zahlreicher Organisationen und Vereinigungen. Lynch Davidson starb am 27. Januar 1952 in Houston.